# Kenneth Craik
Pour les articles homonymes, voir Craik.
Kenneth James William Craik (/kreɪk/ ; 29 mars 1914 - 8 mai 1945) est un philosophe et psychologue écossais. Au nombre des pionniers de la psychologie cognitive, il a notamment forgé la théorie des modèles mentaux.

## Biographie
Fils de Sylvia et de l'avocat James Craik, il est né à Édimbourg le 29 mars 1914. La famille vit au 13 Abercromby Place dans la deuxième Nouvelle ville d'Édimbourg. Dans la même ville, il s'inscrit à l'Académie puis étudie la philosophie à l'Université d'Édimbourg.
Il obtient son doctorat de l'Université de Cambridge en 1940 et bénéficie d'une bourse de recherches au St John's College en 1941, où il travaille avec la psychologue expérimentale Magdalen Dorothea Vernon. Il publie avec elle des articles sur l'adaptation visuelle en 1941 et 1943. En 1944, il est nommé premier directeur de l'unité de psychologie appliquée du Medical Research Council de Cambridge.
Pendant la Seconde Guerre mondiale, il sert dans les sections de lutte contre les incendies de la Défense Civile. Avec Gordon Butler Iles, il réalise des avancées majeures dans les simulateurs de vol pour la Royal Air Force et mène des études importantes sur les effets de la fatigue pour les pilotes.
Il est mort à l'âge de 31 ans à la suite d'un accident, lorsqu'une voiture a heurté sa bicyclette sur la Kings Parade à Cambridge le 7 mai 1945. Il succombe à ses blessures à l'hôpital le jour suivant. Il est enterré dans la section nord du cimetière de Dean. Ses parents Marie Sylvia Craik et James Craik ont été enterrés plus tard avec lui. Le Kenneth Craik Club (une série de séminaires interdisciplinaires dans les domaines de la perception et de la neurobiologie) et le Craik-Marshall Building à Cambridge sont nommés en son honneur. La bourse de recherche Kenneth Craik, administrée par le St John's College, est créée en sa mémoire en 1945.

## Œuvre
En 1943, il écrit The Nature of Explanation, dans lequel il jette les bases du concept de modèle mental, selon lequel l'esprit forme des modèles de la réalité et les utilise pour prédire des événements futurs similaires. Il est ainsi l'un des pionniers des sciences cognitives.
En 1947 et 1948, son article sur la « Théorie des opérateurs humains dans les systèmes de contrôle » a été publié à titre posthume par le British Journal of Psychology[. Une anthologie des écrits de Craik, éditée par Stephen L. Sherwood, a été publiée en 1966 sous le titre The Nature of Psychology : A Selection of Papers, Essays and Other Writings by Kenneth J. W. Craik.